# Philippe Schockaert
Pour les articles homonymes, voir Schockaert.
Philippe Schockaert (c. 1623-1670) est un carme déchaux flamand, prédicateur apprécié à son époque, sous le nom de Joseph de Sainte-Barbe.

## Biographie

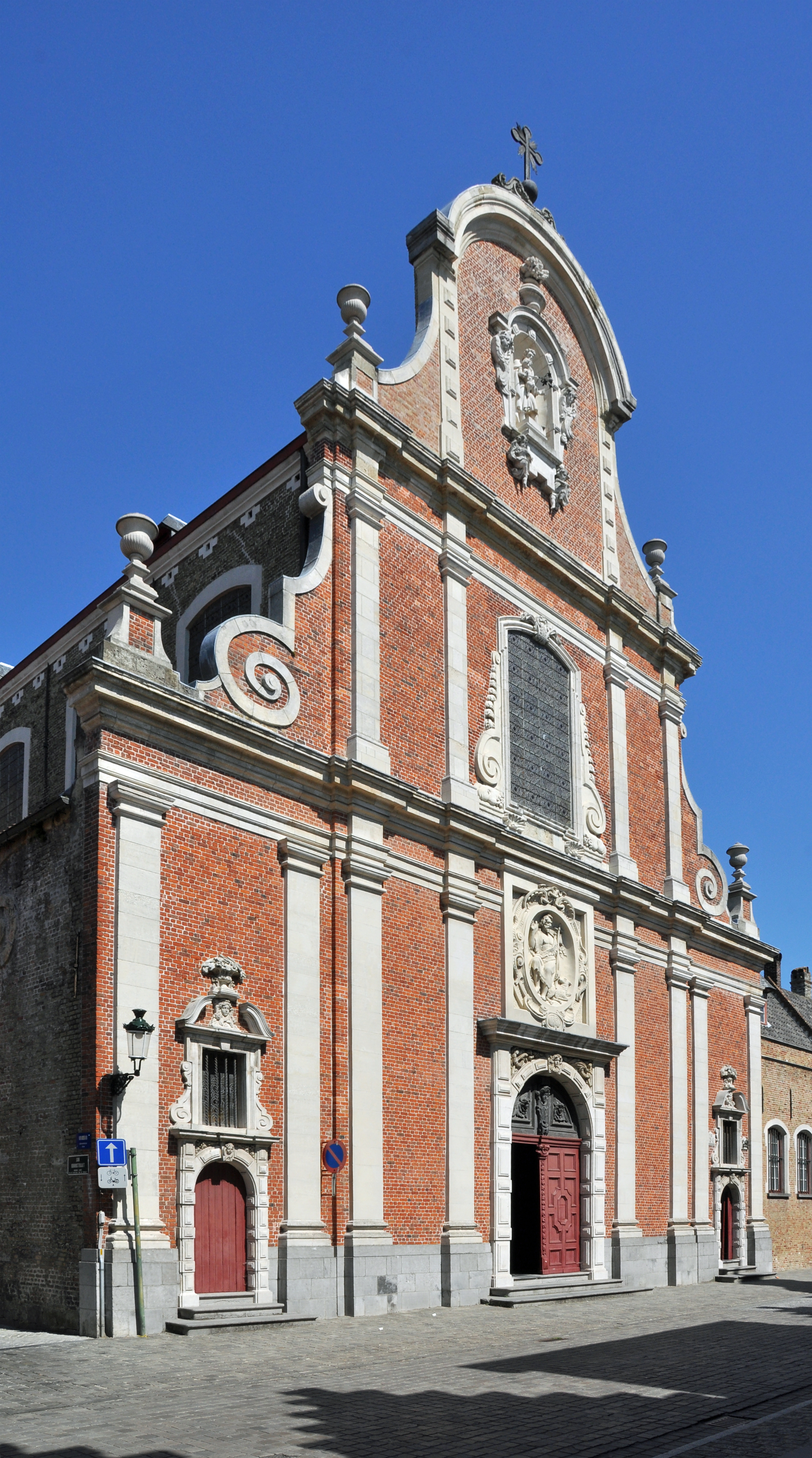
Église du couvent des carmes déchaux à Bruges

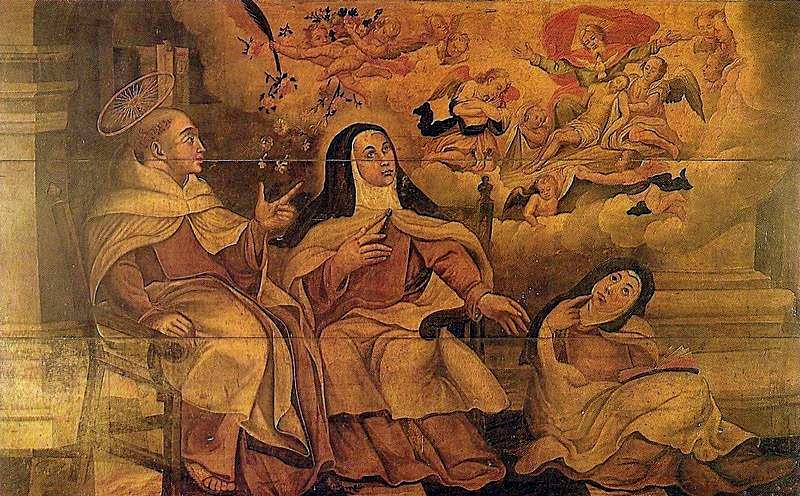
Thérèse d'Avila et Jean de la Croix, réformateurs du Carmel

Philippe Schockaert est né à Bruges (Belgique), probablement en 1623. Entré chez les carmes déchaussés de la province flandro-belge, il y fait profession, sous le nom de Joseph de Sainte-Barbe. Nommé supérieur de la mission catholique de son Ordre dans les Provinces Unies, il décède à Leyde, le 29 octobre 1670.

## Postérité
En 1661, à l'occasion de la fête de l'Épiphanie, Joseph de Sainte-Barbe a prononcé à Anvers un sermon qui a obtenu un réel succès. Il décide ensuite de publier celui-ci, en développant par écrit les idées exposées oralement, sous le titre Jeu de carte spirituel avec atout cœur ou Jeu de l'amour. Éditée à Anvers en 1666, avec quatorze gravures de Frédéric Bouttats, cette œuvre a connu plusieurs éditions et plusieurs éditeurs jusqu'en 1712. On explique cette diffusion par le caractère populaire d'une prédication au style baroque, qui vise moins au perfectionnement spirituel qu'à la pratique morale.

### Œuvre
- Het gheestelijck Kaertspel Met Herten Troef oft T'Spel Der Liefde, Anvers, 1666.

### Étude
- A. de Sutter, « Joseph de Sainte-Barbe », Dictionnaire de spiritualité ascétique et mystique, Paris, Beauchesne, t. VIII,‎ 1974, p. 1403-1404 (lire en ligne).